# Antonio Morales Moya
Antonio Morales Moya (Alhucemas (después llamada Villa Sanjurjo, en el protectorado español de Marruecos, 14 de septiembre de 1933 - Madrid, 30 de enero de 2015) fue un historiador, intelectual y profesor universitario español. Se especializó en el estudio del siglo XVIII y del nacionalismo español.

## Biografía

### Infancia y juventud
Hijo del capitán de ingenieros Antonio Morales Fernández, muerto en la guerra civil, y de Filomena Moya Garcés, que falleció centenaria en 2007, cursó el bachillerato, como alumno interno, en el colegio de Nuestra Señora del Buen Consejo, de Madrid. Estudió Derecho en la Universidad de Madrid (hoy Complutense) entre 1951 y 1956, todavía en el edificio histórico de la calle de San Bernardo, 49, recinto en que impartiría poco después sus primeras clases, mientras (trasladada ya la Facultad de Derecho a la Ciudad Universitaria) se mantenían aún allí los estudios de Ciencias Políticas, Económicas y Comerciales.

### Actividad administrativa y política
En 1961 supera la oposición para el ingreso en el cuerpo de Técnicos de Administración Civil (hoy Administradores Civiles del Estado), a cuya primera promoción perteneció. Fue jefe de sección en los ministerios de Industria, Planificación del Desarrollo y Economía y Hacienda, y sus inquietudes democráticas lo llevaron a la vicepresidencia de la Asociación Española de Administración Pública y a fundar en la UGT clandestina, junto con Ignacio Fuejo, Luis Rufilanchas y Ciriaco de Vicente, la Federación Española de Trabajadores de la Administración Pública (FETAP). En 1973 entra en la agrupación del distrito madrileño de Retiro (vivía entonces al final de la calle Alfonso XII, junto al que había sido domicilio de Ramón y Cajal) del Partido Socialista Obrero Español. En 1979 abandona dicha militancia y en los años posteriores evoluciona hacia actitudes políticas e intelectuales de signo liberal, dentro de lo que a veces llamó un “humanismo popular” galdosiano en cuyas raíces tenía gran impronta la herencia de la Institución Libre de Enseñanza.

### Primeros pasos como historiador
En los años sesenta, siendo ya jefe de sección en la administración pública, cursó la licenciatura en Historia en la entonces Facultad de Filosofía y Letras de la Universidad de Madrid, donde trabajó como profesor encargado de curso buen número de años, enseñando Sociología. Las clases de Morales Moya, dirigidas a futuros historiadores, atrajeron gran atención por su amplio enfoque, con predominio todavía de tendencias marxistas. Habiéndose licenciado también en Ciencias Políticas, obtiene el grado de doctor en 1981 (en lo que ya era la Facultad de Geografía e Historia de la Universidad Complutense) con la tesis “Poder político, económico e ideológico en el siglo XVIII español: la posición de la nobleza”, dirigida por su maestro, José María Jover Zamora, y publicada en dos volúmenes el año siguiente. En 1983 es profesor adjunto contratado de Historia Contemporánea en la Complutense y desde 1984 a 1989 profesor titular de dicha disciplina en la misma institución. En este último año gana la cátedra de la Universidad de Salamanca, cuya secretaría general desempeña entre 1990 y 1993 y donde explica historia contemporánea hasta el final mismo del siglo.

### Catedrático, académico e intelectual
Miembro correspondiente de la Real Academia de la Historia desde 1991, en el otoño de 2000 se traslada a la Universidad Carlos III de Madrid en sustitución de Julio Aróstegui, anterior ocupante de una de las dos cátedras de Historia Contemporánea allí existentes (siendo la otra, más antigua, la de Antonio Rodríguez de las Heras). Morales Moya llegó al entonces joven campus de Getafe en la misma hornada de otros profesores de prestigio, como el lexicógrafo José Antonio Pascual, el helenista Francisco Lisi, el epistemólogo Fernando Broncano y el geógrafo Agustín Gámir (los cuatro provenientes de Salamanca), el historiador de la antigüedad Jaime Alvar Ezquerra, el teórico de la literatura Germán Gullón o el historiador del arte Fernando Martín, dentro de la política de promoción de los estudios de humanidades acometida por el rector Gregorio Peces-Barba, con quien Morales Moya tenía amistad desde los tiempos de la oposición antifranquista. A partir de 2001 ocupó allí la dirección del Programa de Doctorado en Humanidades, de la que antes se habían encargado Carlos Thiebaut, Julio Aróstegui y Antonio Valdecantos. En 2003 se jubiló al cumplir la edad reglamentaria (sucediéndole en la cátedra Ángel Bahamonde), y continuó como profesor emérito hasta su muerte (fue, de hecho, el primer profesor de dicho rango que tuvo la Universidad Carlos III), con intensa actividad durante la mayor parte de este período. De San Bernardo a Getafe, pues, pasando por la Ciudad Universitaria y por Salamanca. Pero, ya jubilado, Morales Moya pasa a dirigir el Centro de Historia de la Fundación Ortega y Gasset (hoy Fundación Ortega-Marañón), donde desarrolla una fecunda labor de dirección de proyectos de investigación. Además de la de Jover Zamora, reconoció la influencia intelectual de Julio Caro Baroja, vecino de la calle Alfonso XII, y del jurista Eduardo García de Enterría, con cuyo entorno familiar compartió la muy institucionista afición a las excursiones pedestres por el Guadarrama. Murió en Madrid, de cáncer de pulmón, el 30 de enero de 2015, en el seno de la religión católica.

## Libros
- Antonio Morales Moya, Reflexiones sobre el Estado español en el siglo XVIII, Madrid, Ministerio de Administraciones Públicas, 1987.
- Antonio Morales Moya y Demetrio Castro Alfín, Ayer y hoy en la Revolución Francesa, Barcelona, Ediciones del Drac, 1989.
- Antonio Morales Moya, En el espacio público. Ensayos historiográficos, Salamanca, Publicaciones de la Universidad de Salamanca, 2008.
- Antonio Morales Moya, Juan Pablo Fusi, Andrés de Blas Guerrero, eds., Historia de la nación y del nacionalismo español Archivado el 12 de octubre de 2015 en Wayback Machine., Barcelona, Galaxia Gutenberg, 2013.[1]
- Antonio Morales Moya, ed., 1714: Cataluña en la España del siglo XVIII, Madrid, Cátedra, 2014

## Otras publicaciones
Referencia de las publicaciones de Antonio Moralers Moya en Dialnet